# 박용철 (1964년)
박용철(朴龍哲, 1964년 11월 11일 ~ )은 대한민국의 제49대 인천광역시 강화군수다. 제6·7·8대 인천광역시 강화군의원, 제9대 인천광역시의원을 역임하였다. 출신은 인천광역시 강화군 강화읍이다.

## 학력
- 강화국민학교 67회 졸업
- 강화중학교 입학 → 대건중학교 전학 졸업 (폐교)
- 송도고등학교 졸업
- 경기대학교 경영학 전공

## 경력
- 강화군축구연합회장
- 강화고등학교운영위원장
- 불은면 의용소방대장
- 옥외광고 정비기금 운용 심의 위원회 위원
- 민간위탁기관적격자 심사 위원회 위원
- 강화조력 민·관 검증위원회 위원
- 강화군 건축위원회 위원
- 강화군 수산조정위원회 위원
- 강화군의제21추진협의회 위원
- 강화약쑥특구 농특산물 가공공장운영위원회 위원
- 강화군교육경비보조 심의위원회 위원
- 강화군 도시계획위원회 위원
- 2010.07 ~ 2014.06 제6대 인천광역시 강화군의회 의원
- 2010.07 ~ 2012.07 제6대 인천광역시 강화군의회 전반기 예산결산특별위원회 간사
- 2012.07 ~ 2014.06 제6대 인천광역시 강화군의회 후반기 예산결산특별위원회 위원장
- 2014.04.07 새누리당 탈당
- 2014.07 ~ 2018.06 제7대 인천광역시 강화군의회 의원
- 2014.07 ~ 2016.07 제7대 인천광역시 강화군의회 전반기 부의장
- 2014.07 ~ 2016.07 제7대 인천광역시 강화군의회 전반기 예산결산특별위원회 위원
- 2016.07 ~ 2018.06 제7대 인천광역시 강화군의회 후반기 예산결산특별위원회 위원장
- 2018.07 ~ 2022.04 제8대 인천광역시 강화군의회 의원
- 2018.07 ~ 2020.07 제8대 인천광역시 강화군의회 전반기 예산결산특별위원회 위원
- 2020.07 ~ 2022.04 제8대 인천광역시 강화군의회 후반기 예산결산특별위원회 위원
- 2022.07 ~ 2024.08 제9대 인천광역시의회 의원
- 2022.07 ~ 2024.07 제9대 인천광역시의회 전반기 산업경제위원회 위원
- 2022.07 ~ 2024.07 제9대 인천광역시의회 전반기 예산결산특별위원회 위원장
- 2024.07 ~ 2024.08 제9대 인천광역시의회 후반기 행정안전위원회 위원
- 제9대 인천광역시의회 APEC정상회의유치특별위원회 위원

## 수상
- 2022.12.13. 인천일보 주관 제7회 인천의정대상

## 역대 선거 결과
|  | 23.38% |

|  | 14.20% |

|  | 23.69% |

|  | 0% |

|  | 50.97% |